# Ланикур
Ланикур (фр. Laniscourt) — коммуна во Франции, находится в регионе Пикардия. Департамент коммуны — Эна. Входит в состав кантона Лан-1. Округ коммуны — Лан.
Код INSEE коммуны — 02407.

## Население
Население коммуны на 2010 год составляло 175 человек.
| 1962 | 1968 | 1975 | 1982 | 1990 | 1999 | 2010 |
| ---- | ---- | ---- | ---- | ---- | ---- | ---- |
| 134  | 117  | 112  | 135  | 172  | 185  | 175  |

## Экономика
В 2010 году среди 121 человека трудоспособного возраста (15—64 лет) 96 были экономически активными, 25 — неактивными (показатель активности — 79,3 %, в 1999 году было 67,6 %). Из 96 активных жителей работали 89 человек (45 мужчин и 44 женщины), безработных было 7 (4 мужчины и 3 женщины). Среди 25 неактивных 13 человек были учениками или студентами, 7 — пенсионерами, 5 были неактивными по другим причинам.